# Mihai Răzvan Ungureanu

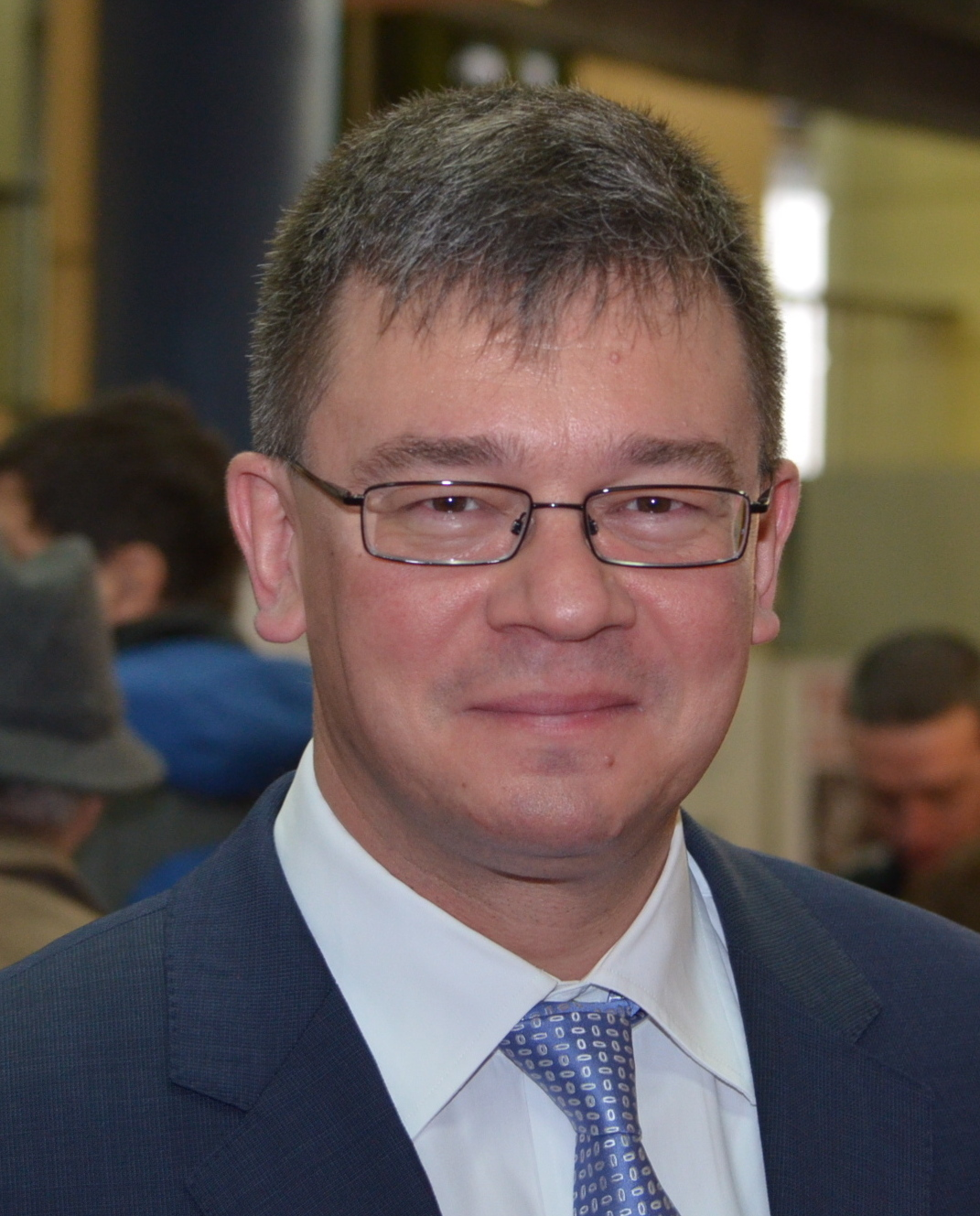
Mihai Răzvan Ungureanu (2013)

Mihai Răzvan Ungureanu (* 22. September 1968 in Iași) ist ein rumänischer Politiker, Historiker und Diplomat. Ungureanu war in der Zeit vom 29. Dezember 2004 bis zum 12. März 2007 rumänischer Außenminister. Von Februar bis April 2012 war er Ministerpräsident seines Landes. Seine Amtszeit fiel in die Phase einer Staatskrise. Von 2007 bis 2012 und erneut von 2015 bis 2016 war er Direktor des rumänischen Auslandsgeheimdienstes Serviciul de Informații Externe (SIE).

## Leben

### Studium und Wissenschaftskarriere
Nach seinem Schulabschluss studierte Ungureanu an der Fakultät für Geschichtswissenschaft und Philosophie an der Universität Alexandru Ioan Cuza Iași. Als Oberschüler und Student war er von 1985 bis zur rumänischen Revolution 1989 stellvertretendes Mitglied im Zentralkomitee der kommunistischen Jugendorganisation Uniunea Tineretului Comunist (UTC). 1992–93 schloss er ein Aufbaustudium in Judaistik am Oxford Centre for Hebrew Studies der University of Oxford an, wo er dem St Cross College angehörte.
Er machte an der Universität Iași Karriere, war zunächst wissenschaftliche Hilfskraft (1992–95), dann Assistent (1995–98) und Dozent (lector, 1998–2004). Als Gastwissenschaftler oder Gastdozent war er an der Albert-Ludwigs-Universität Freiburg (1993–97), der School of Slavonic and East European Studies (SSEES) beim University College London (1996–98), der NATO School in Oberammergau (2001), der rumänischen Nationalen Schule für Politische und Administrative Studien SNSPA (2002) und dem Europäischen Zentrum für Sicherheitsstudien George C. Marshall (2003) tätig. 2004 wurde er durch seine Alma Mater promoviert und anschließend zum Juniorprofessor (conferențiar, 2004–06) berufen. 2007 erhielt er eine Professur für moderne rumänische Geschichte an der Universität Bukarest.

### Tätigkeit für Außenministerium und Geheimdienst
Parallel war er im Ministerium für Auswärtige Angelegenheiten von 1998 bis 2001 als Staatssekretär tätig, von 2001 bis 2003 als Generaldirektor und Regionalbeauftragter für den Stabilitätspakt für Südosteuropa und von 2003 bis 2004 als stellvertretender Koordinator der Southeast European Cooperative Initiative (SECI) in Wien.
Nach seinem Beitritt zur Partidul Național Liberal (PNL) wurde er am 29. Dezember 2004 Minister für Auswärtige Angelegenheiten. Aufgrund eines sich zuspitzenden Machtkampfs zwischen dem Regierungschef Călin Popescu-Tăriceanu (PNL) und Präsident Traian Băsescu (PD) trat er am 4. Februar 2007 zurück. Unmittelbarer Anlass für den Rücktritt war eine Affäre um zwei im Irak inhaftierte rumänische Zivilisten, denen von amerikanischer Seite Spionage vorgeworfen worden war. Er trat auch aus der PNL aus. Anschließend wurde er im November 2007 Direktor des rumänischen Geheimdienstes Serviciul de Informații Externe.

### Amtszeit als Ministerpräsident
Nach dem Rücktritt der rumänischen Regierung Anfang 2012 wurde der parteilose Ungureanu vom rumänischen Präsidenten Traian Băsescu mit der Regierungsbildung beauftragt. Das rumänische Parlament wählte ihn am 9. Februar 2012 mit 237 zu 2 Stimmen zum neuen Ministerpräsidenten. Dem Kabinett Ungureanu gehören neben Ungureanu 17 Minister an, davon 9 von der PD-L, 4 von der UDMR, 2 von der UNPR und 2 Unabhängige. Am 27. April 2012 – nach weniger als drei Monaten im Amt – scheiterte Ungureanus Regierung an einem erfolgreichen Misstrauensvotum im Parlament, das von den Parteien Partidul Social Democrat (PSD) und Partidul Național Liberal (PNL) eingebracht worden war. Dem Mitte-rechts-Bündnis wurde vorgeworfen, dass es sich bei der Vergabe öffentlicher Gelder von Lobbygruppen hätte erpressen lassen. In den vorangegangenen Wochen waren viele Mitglieder der regierenden Partidul Democrat Liberal (PDL) zur Opposition übergelaufen. Die PDL war aufgrund ihrer rigiden Sparpolitik der letzten vier Jahre in die Kritik geraten, die Lohn- und Rentenkürzungen sowie Steuererhöhungen umfasste.

### Parteivorsitzender, Senator, erneut Geheimdienstdirektor
Vor der Parlamentswahl im Dezember 2012 trat Ungureanu der bürgerlichen Kleinpartei Forța Civică bei und wurde sogleich zu deren Vorsitzendem gewählt. Die Partei war Bestandteil der Mitte-rechts-„Allianz für ein gerechtes Rumänien“, auf deren Liste Ungureanu als einziges Mitglied seiner Partei in den rumänischen Senat gewählt wurde. Er vertrat dort den Kreis Arad. Im Jahr 2014 löste sich die Forța Civică auf und Ungureanu wurde abermals Mitglied der PNL.
Ungureanu wurde am 24. Juni 2015 von Staatspräsident Klaus Johannis (PNL) erneut zum Direktor des rumänischen Auslandsnachrichtendienstes Serviciul de Informații Externe ernannt und nachfolgend vom rumänischen Parlament bestätigt. Sein Senatsmandat legte er mit Amtsantritt am 30. Juni 2015 nieder. Im September 2016 trat er als Direktor zurück.
Mihai Răzvan Ungureanu ist verheiratet und hat einen Sohn, Stefan-Luca.